# Thuyền rồng tại Đại hội Thể thao châu Á 2010 – 1000m Nữ
Nội dung thi đấu thuyền rồng 1000m nữ tại Đại hội Thể thao châu Á 2010 ở Quảng Châu được tổ chức vào ngày 18 tháng 11 năm 2010 tại Hồ Thuyền rồng Tăng Thành.

## Lịch thi đấu
Tất cả các giờ đều là Giờ chuẩn Trung Quốc (UTC+08:00)
| Ngày                          | Thời gian | Nội dung  |
| ----------------------------- | --------- | --------- |
| Thứ Năm, 18 tháng 11 năm 2010 | 09:20     | Heats     |
| Thứ Năm, 18 tháng 11 năm 2010 | 10:30     | Repechage |
| Thứ Năm, 18 tháng 11 năm 2010 | 11:30     | Chung kết |

## Đội hình thi đấu
| Trung Quốc | Indonesia | Iran | Ma Cao |
| --- | --- | --- | --- |
| - Cao Lina - Chen Lulu - Cong Linlin - Huang Yi - Li Jiadai - Li Yuanyuan - Liang Liping - Liang Zhuanhao - Liang Ziyu - Liu Jia - Liu Xuelian - Lun Jinyi - Luo Xin - Peng Chun - Qu Xue - Song Yanbing - Wang Lin - Wu Yongfang - Xia Shiying - Yu Zhanxin - Zhang Guolong - Zhao Yanna - Zhou Yamin - Zhu Songsong                                            | - Wina Apriani - Sarce Aronggear - Dayumin - Astri Dwijayanti - Yulanda Ester Entong - Farida - Raudani Fitra - Fitri Ayu - Hasnah - Tika Inderiyani - Yunita Kadop - Masripah - Minawati - Novita Sari - Ririn Nurparida - Cici Pramita - Riska Elpia Ramadani - Royani Rais - Rasima - Salwiah - Kanti Santyawati - Suhartati - Wahyuni - Since Litashova Yom | - Kobra Absalan - Fereshteh Ahmadi - Behnoush Akaberi - Diana Amini - Mitra Azizi - Mitra Barzegar - Azam Daneshvar - Yasaman Darparnian - Sahar Hefzi - Kimia Mahdaviani - Zahra Mirakhori - Samaneh Mohagheghian - Fatemeh Moradkhani - Niloufar Mousavi - Homa Najibi - Banafsheh Rahgozar - Sheida Ramezani - Mehraneh Sayyad - Sogand Sedighi - Neda Taheri - Fatemeh Tathesari - Sara Zainali - Fariba Zare - Mahnaz Zare | - Chan Hoi Man - Chan Iong Mui - Chan Ip Mui - Chan On Na - Chan Wai Fong - Chao Sio Kam - Cheok Sio Leng - Chong Lai Kuan - Fong Hong Ieng - Sofia Ip - Kou Lei Chi - Kuok Lai Ieng - Lei Weng I - Leong Choi Wan - Leong Hou Lam - Leong Kam In - Racy Leong - Lok Oi Kan - Pang Tsz Shan - Sam I Wa - Sin Kuan Mui - Wong Ka Loi - Wong Lai Peng - Wu Wing Yan |
| Singapore | Thái Lan | | |
| - Bai Yi Rang - Jennifer Chen - Chiam Li Ping - Sarah Ching - Chyan Shiang Chi - Pamela Ee - Ho Chia Ing - Kwah Rika - Lau Khing Hui - Elise Lee - Loh Ying - Diana Nai - Neo Lay Peng - Ng Ji Yan - Ng Qihui - Ng Ting Yi - Nurul Hakin Rohaizat - Joan Poh - Poon Shing Ping - Seah Beng Choo - Siti Norwani Hussain - Tan Si Min - Grace Tang - Samantha Tham | - Chariyarat Ananchai - Sairawee Boonplong - Nattakant Boonruang - Woraporn Boonyuhong - Jaruwan Chaikan - Kornkaew Chantaniyom - Pet Kawong - Auncharee Khuntathong - Sirinya Klongjaroen - Pemika Metsuwan - Pranchalee Moonkasem - Pratumrat Nakuy - Narissara Namsilee - Nipaporn Nopsri - Tanaporn Panid - Supatra Pholsil - Ngamfah Photha - Pattaya Sangkumma - Ravisara Sungsuwan - Rungpailin Sungsuwan - Kanya Tachuenchit - Chutikan Thanawanutpong - Suporn Thussoongnern - Patcharee Tippayamonton | | |

## Kết quả

### Heats
- Vòng loại: 1 + Thời gian tốt nhất → Chung kết (CK), Nghỉ → Repechage (R)

#### Heat 1
| Thứ hạng | Đội       | Thời gian | Ghi chú |
| -------- | --------- | --------- | ------- |
| 1        | Thái Lan  | 4:17.976  | CK      |
| 2        | Iran      | 4:25.956  | R       |
| 3        | Singapore | 4:26.628  | R       |

#### Heat 2
| Thứ hạng | Đội        | Thời gian | Ghi chú |
| -------- | ---------- | --------- | ------- |
| 1        | Trung Quốc | 4:06.375  | CK      |
| 2        | Indonesia  | 4:15.363  | R       |
| 3        | Ma Cao     | 4:28.983  | R       |

### Repechage
- Vòng loại: 1 + Thời gian tốt nhất → Chung kết (CK), Nghỉ → Chung kết nhỏ (MF)

| Thứ hạng | Đội       | Thời gian | Ghi chú |
| -------- | --------- | --------- | ------- |
| 1        | Indonesia | 4:26.528  | CK      |
| 2        | Singapore | 4:28.058  | MF      |
| 3        | Ma Cao    | 4:28.568  | MF      |
| 4        | Iran      | 4:29.498  | MF      |

### Chung kết

#### Trận chung kết nhỏ
| Thứ hạng | Đội       | Thời gian |
| -------- | --------- | --------- |
| 1        | Ma Cao    | 4:23.849  |
| 2        | Singapore | 4:27.233  |
| 3        | Iran      | 4:32.357  |

#### Trận tranh huy chương
| Thứ hạng | Đội        | Thời gian |
| -------- | ---------- | --------- |
| 1        | Trung Quốc | 4:03.706  |
| 2        | Indonesia  | 4:14.590  |
| 3        | Thái Lan   | 4:18.292  |